# Kapela (zvijezda)
Kapela (Capella, α Aurigae) je dvojna zvijezda (Kapela A i Kapela B), i treći najsjajniji objekt na sjevernom nebu (iza Vege i Arktura, ne računajući objekte Sunčevog sustava) prividnog sjaja 0,08. Udaljena je 42 svjetlosne godine od nas. Pripada zviježđu Kočijaša (zimsko nebo).
Obje komponente su žute boje spektralnog tipa G, približno iste temperature kao naše Sunce, ali mnogo veće i sjajnije. Obje zvijezde su umirući divovi koji su potrošili vodik u jezgri. U masivnijoj je zvijezdi počela fuzija helija u ugljik i kisik.
Dvije zvijezde su međusobno udaljene oko 110 milijuna kilometara (0,74 AJ, kao i udaljenost Venera-Sunce) i kreću se po skoro savršenim kružnicama oko zajedničkog centra gravitacije u retrogradnom kretanju u periodu od 104 dana. Pronađen je i treći pratilac, označen s Kapela H, koja je također sustav sastavljen od dviju zvijezdi, i obje su crveni patuljci spektralnog razreda M, čineći tako četverostruki zvjezdani sustav.

## Vanjske poveznice
- Spektar zvijezde Kapela